# Paremeopedus
Paremeopedus es un género de escarabajos longicornios de la tribu Acanthocinini.

## Especies
- Paremeopedus minimus (Blair, 1940)
- Paremeopedus tiliacei Gressitt, 1956
- Paremeopedus wakensis Gressitt, 1956